# 崇實大學站
崇實大學站（：／ Sungsildae-ipgu yeok */?）副站名賽毗嶺（살피재），是首爾地鐵7號線沿線的一座地下車站，位於韓國首爾特別市銅雀區上道1洞。副站名为韩语固有词，中文使用音意合译，其中指的是交界处，係因此处为冠岳區与铜雀区的交界处；則是指山口，中文翻译为“岭”。

## 車站構造
候車大廳位於地下1樓、地下2樓和地下5樓，月台層則位於地下6樓。
站體為2面2線側式月台的地下車站，候車月台設有月台幕門，並有4處出口。

### 月台配置
| 南城 ↑ |
| \| 上  |
| ↓ 上道 |

| 月台 | 路線           | 目的地                                         |
| ---- | -------------- | ---------------------------------------------- |
| 上行 | ●首爾地鐵7號線 | 梨水、論峴、泰陵、長岩方向                     |
| 下行 | ●首爾地鐵7號線 | 大林、鐵山、富川綜合運動場、富平區廳、石南方向 |

## 歷史
- 2000年8月1日：落成啟用。

## 車站周邊
- 上道第一教會
- 上道中學
- 崇實大學
- 金家快餐崇實大店
- 青林洞住民中心

## 圖片

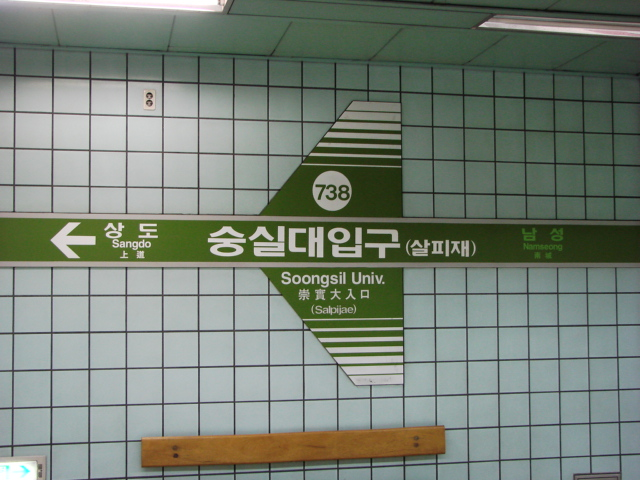
站名牌（更名前）
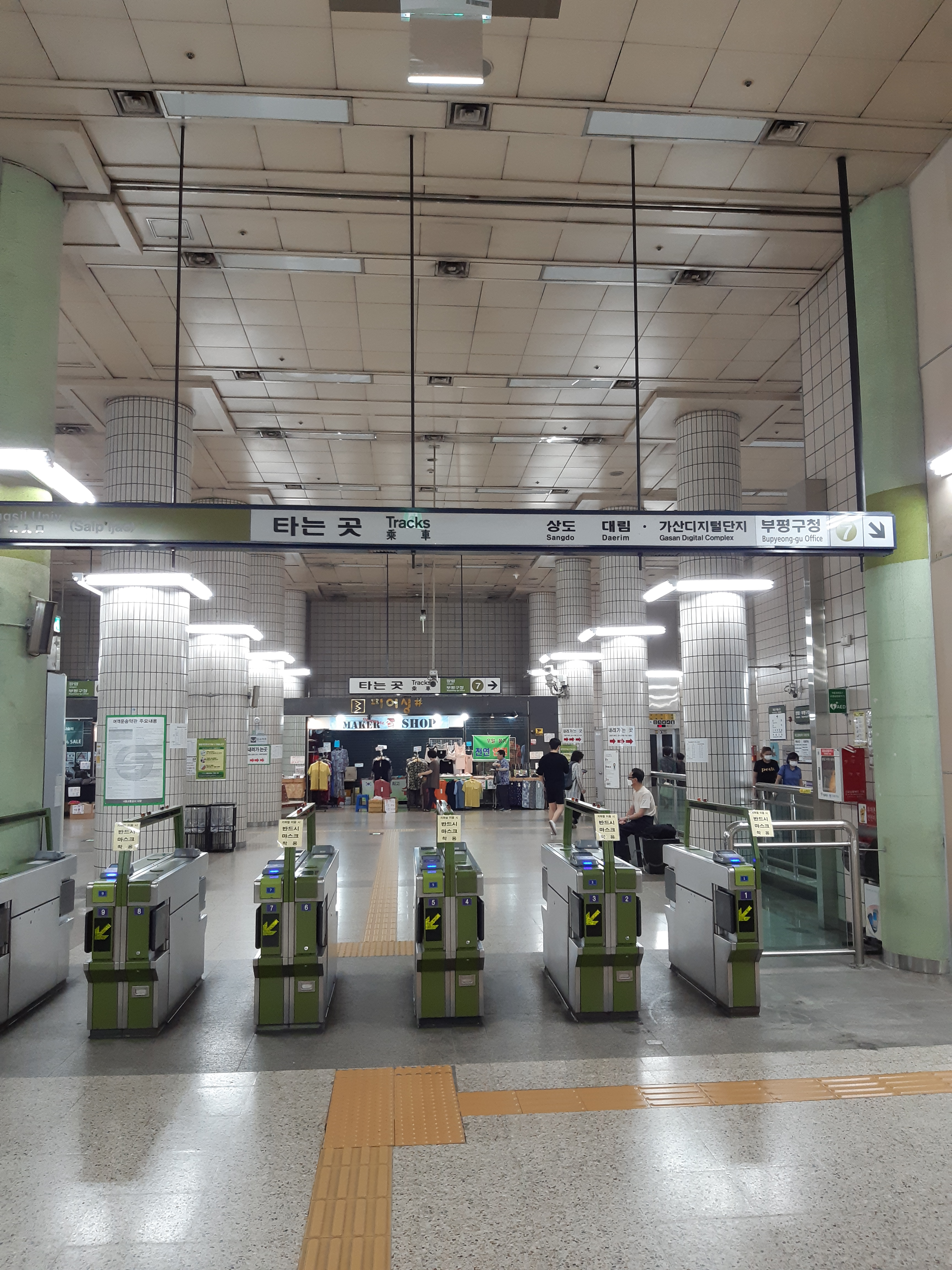
剪票閘口
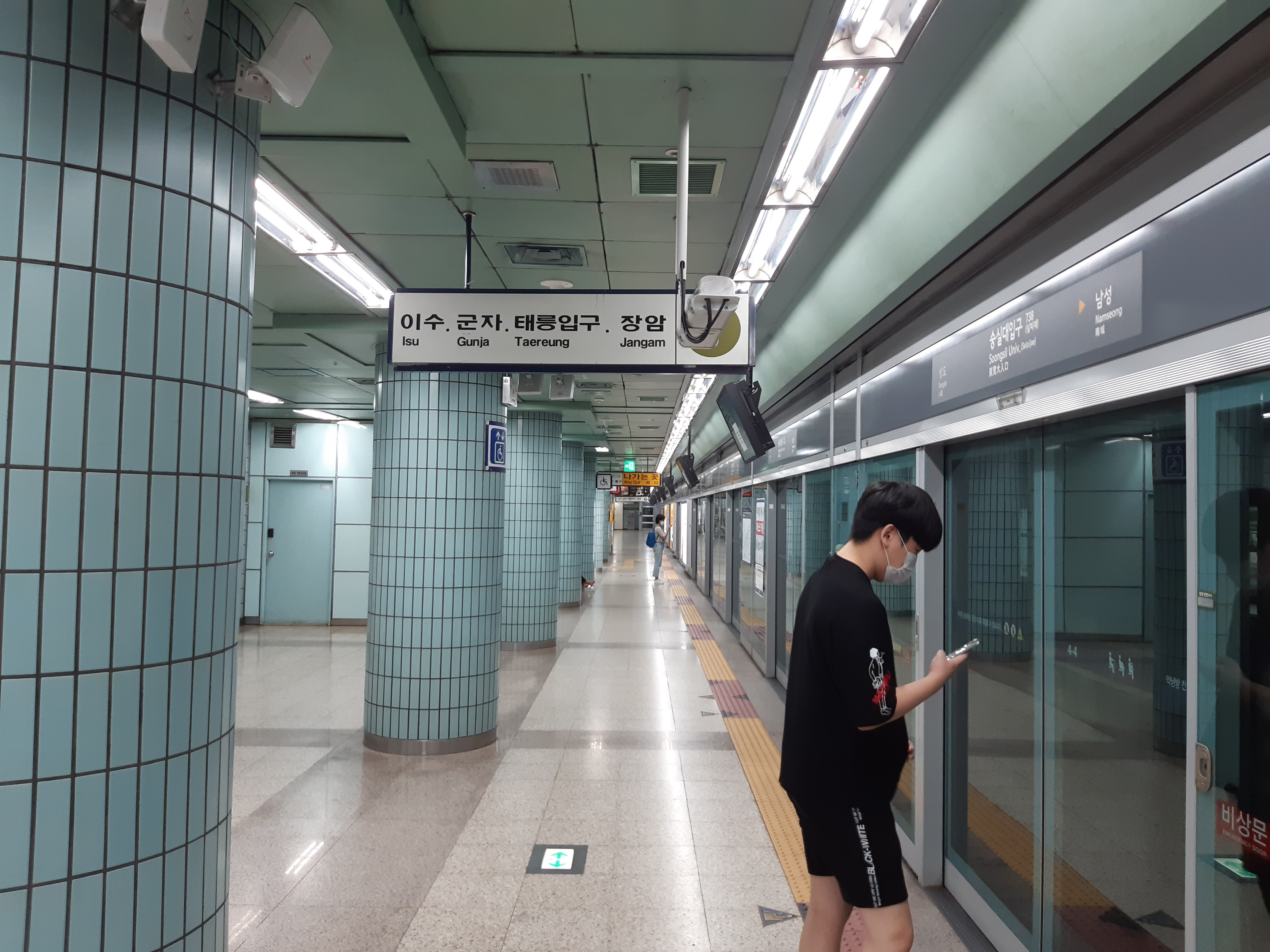
候車月台（往長岩方向）
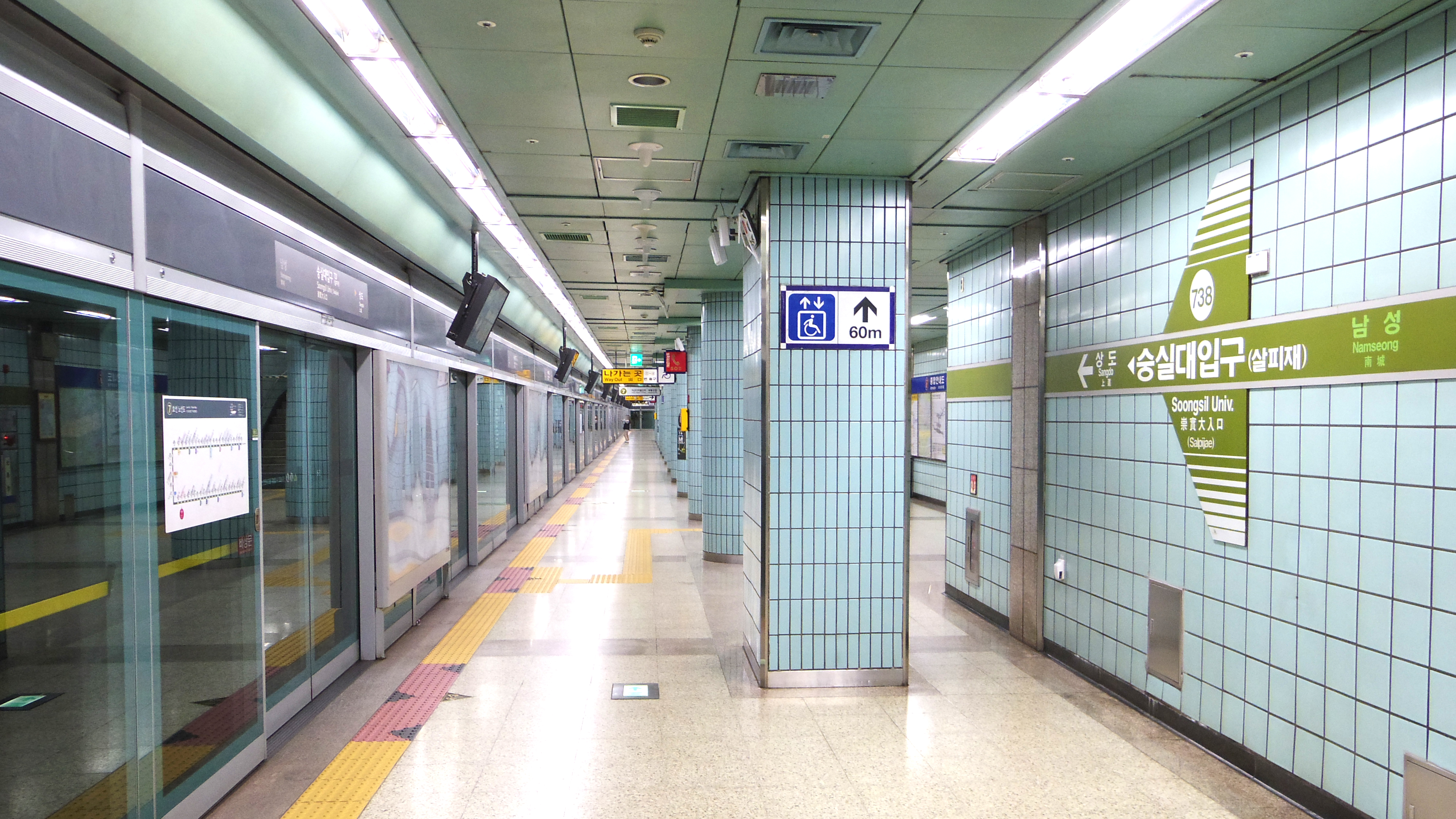
候車月台（往石南方向）
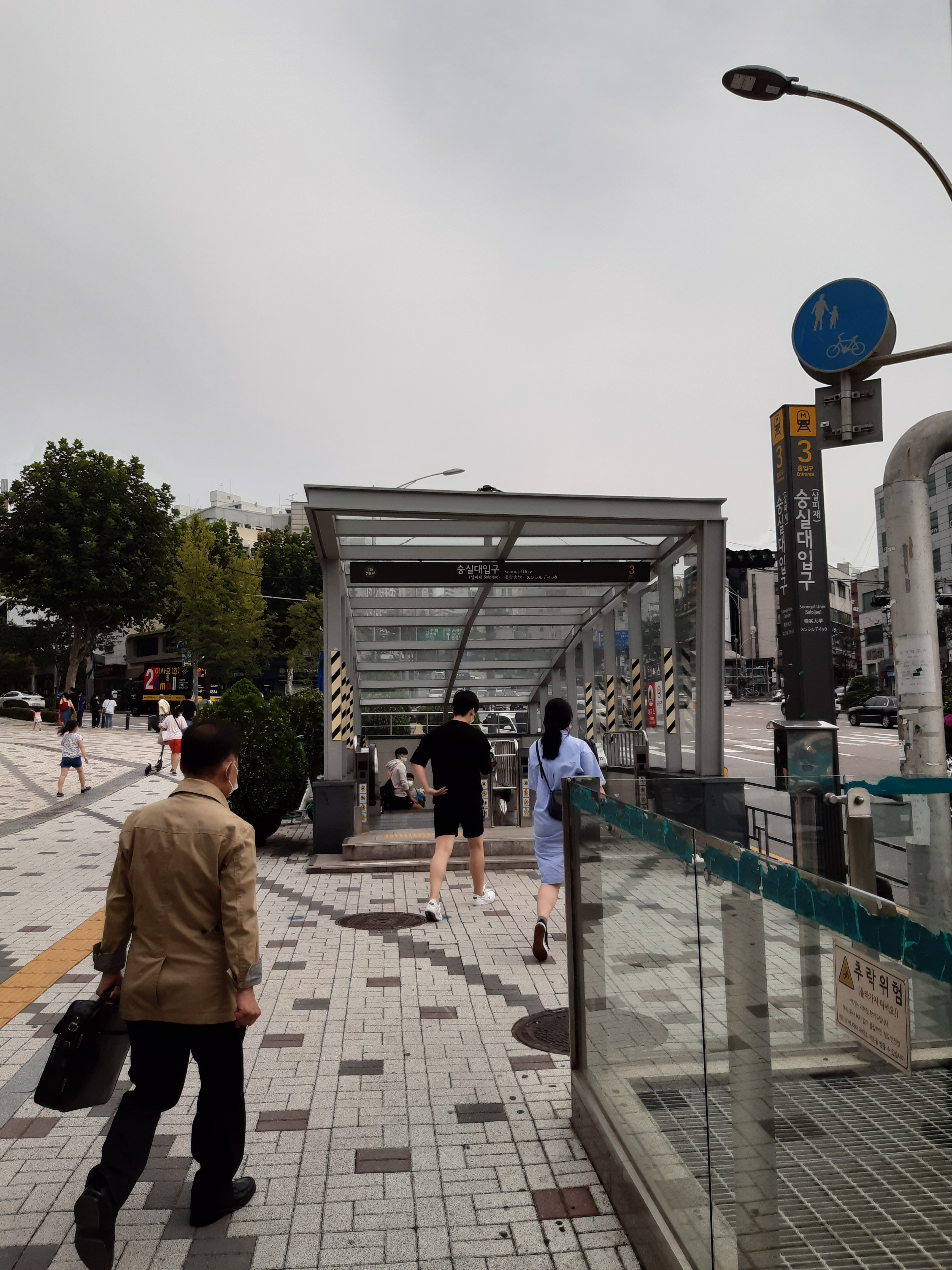
3號出口
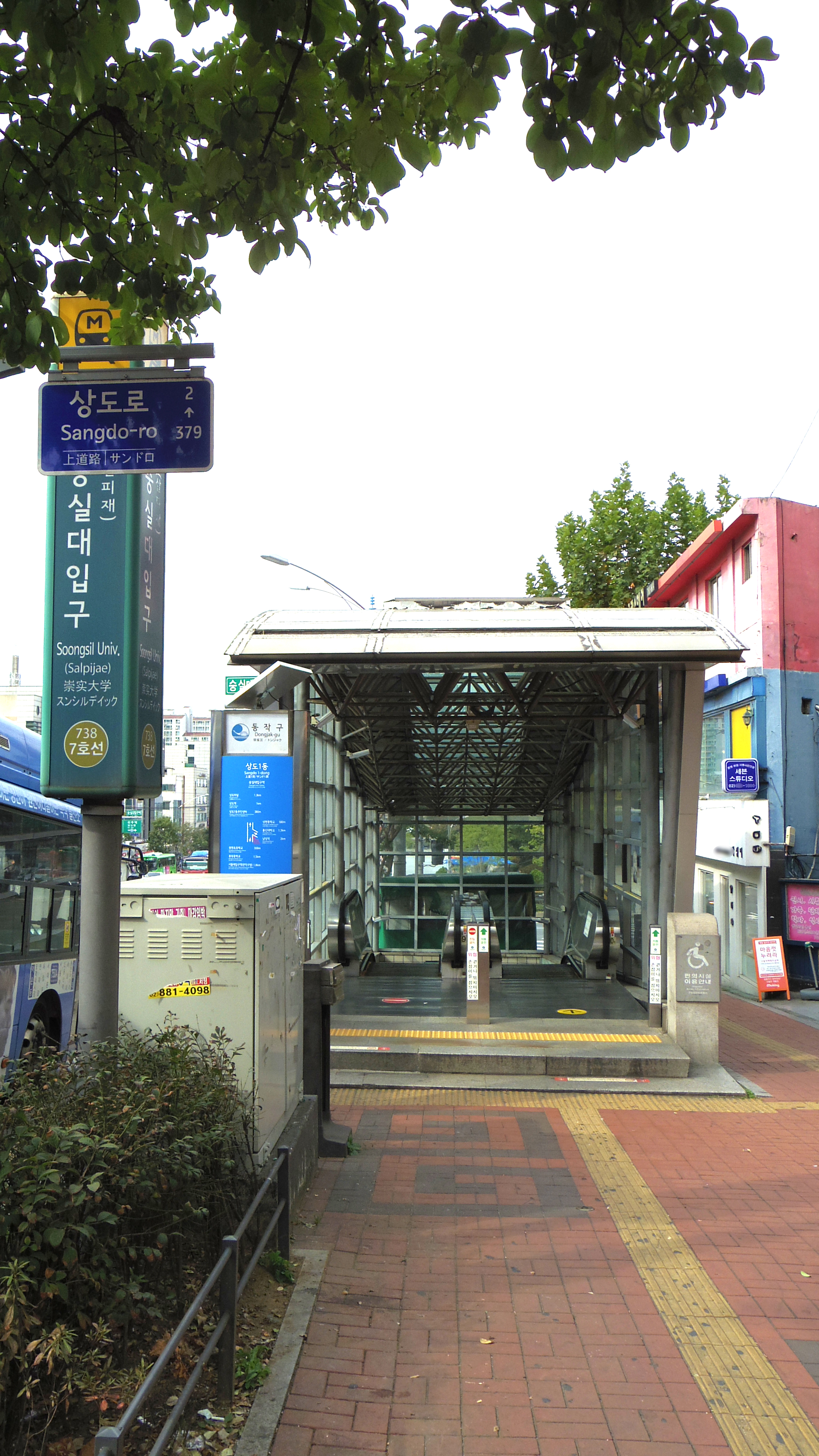
4號出口

## 相鄰車站
首爾交通公社
●首爾地鐵7號線
南城（737）－崇實大學（738）－上道（739）